# Leovigildo López Fitoria
Leovigildo López Fitoria CM (ur. 7 czerwca 1927 w Boaco, zm. 5 sierpnia 2016) – nikaraguański duchowny katolicki, biskup Granady w latach 1972–2003.

## Życiorys
Święcenia kapłańskie otrzymał 11 lipca 1954.
7 lipca 1972 papież Paweł VI mianował go biskupem diecezjalnym Granady. 7 października tego samego roku z rąk arcybiskupa Lorenzo Antonetti przyjął sakrę biskupią. 15 grudnia 2003 ze względu na wiek na ręce papieża Jana Pawła II złożył rezygnację z zajmowanej funkcji.
Zmarł 5 sierpnia 2016.